# 2MASS J07400712+2009216
2MASS J07400712+2009216 ist ein Brauner Zwerg im Sternbild Zwillinge. Er wurde 2004 von Gillian R. Knapp et al. entdeckt. Er gehört der Spektralklasse L6 an.